# Mike Tobey
Michael Edward "Mike" Tobey (Monroe, Nueva York, 10 de octubre de 1994) es un baloncestista estadounidense, nacionalizado esloveno, que pertenece a la plantilla del Dreamland Gran Canaria de la Liga ACB. Con 2,13 metros de estatura, juega en la posición de pívot.

## Trayectoria deportiva

### Universidad

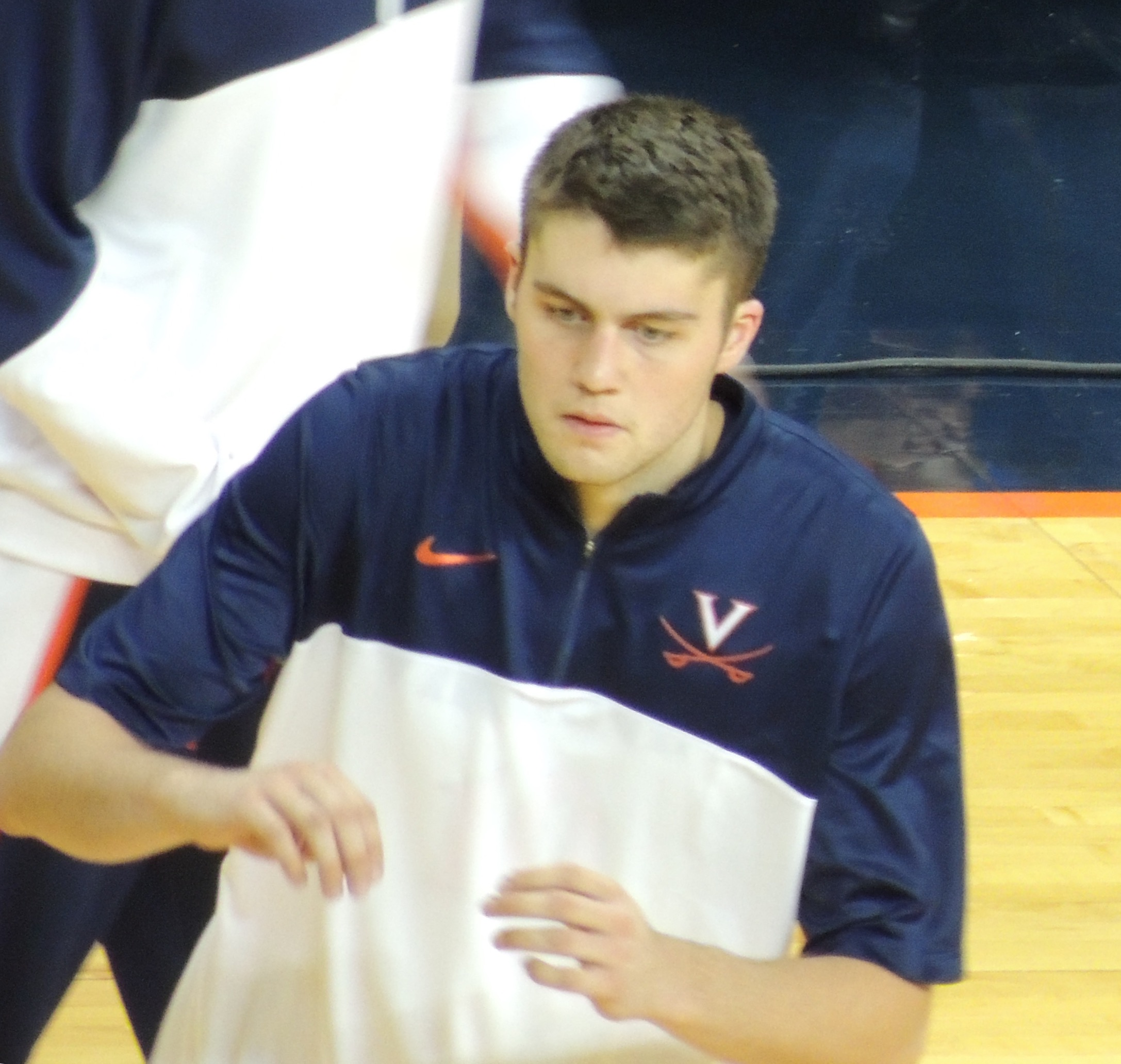
Tobey en 2013.

Jugó cuatro temporadas con los Cavaliers de la Universidad de Virginia, en las que promedió 6,8 puntos y 4,4 rebotes por partido. En 2015 fue elegido mejor sexto hombre de la Atlantic Coast Conference por los entrenadores.

### Profesional
Tras no ser elegido en el Draft de la NBA de 2016, en el mes de julio se une a los Charlotte Hornets y Utah Jazz en las ligas de verano, fichando finalmente por los  Hornets. Pero fue despedido el 22 de octubre tras disputar dos partidos de pretemporada.
El 3 de febrero de 2017 firmó un contrato por diez días con Charlotte Hornets, y a pesar de no jugar ningún partido, renovó por 10 días más. Hizo su debut el 15 de febrero, logrando dos puntos y tres rebotes ante Toronto Raptors.
El 16 de marzo de 2017 el Valencia Basket hace oficial su fichaje hasta el final de la temporada 2016-17, donde sustituyó al lesionado Viacheslav Kravtsov para disputar la Liga Endesa. Con el equipo valenciano disputa tres partidos de liga regular, y conquista el título de liga.
El 24 de julio de 2017, Iberostar Tenerife oficializó la llegada de Tobey. En su primer partido oficial con el equipo isleño, consiguió ganar la Copa Intercontinental FIBA, llevándose además el premio de MVP del partido, tras lograr 21 puntos, 9 rebotes y 1 asistencia en casi 27 minutos de juego.
El 9 de julio de 2018, el Valencia Basket oficializa el fichaje de Tobey por dos temporadas, tras desistir Iberostar Tenerife del derecho de tanteo.
Tras finalizar su contrato con el equipo valenciano, el 26 de julio de 2022 ficha por el Fútbol Club Barcelona por una temporada.
Tras su paso por el club azulgrana, el 14 de julio de 2023 se oficializa su fichaje por el Estrella Roja por una temporada.
En julio de 2024 firma por una temporada con el Dreamland Gran Canaria de la Liga Endesa.

## Selección nacional

### Estados Unidos
En 2013 disputó y ganó el oro con la selección juvenil estadounidense en el Mundial Sub-19 celebrado en la República Checa. Tobey promedió 4,8 puntos y 4,8 rebotes por partido.

### Eslovenia
En el año 2021 se nacionalizó esloveno, país en el que nunca ha residido, y jugó el preolímpico y los Juegos Olímpicos de Tokio 2020 con la selección absoluta, quedando en cuarto lugar.
En septiembre de 2022 disputó con el combinado absoluto esloveno el EuroBasket 2022, finalizando en sexta posición.
Durante agosto y septiembre de 2023 fue integrante de la selección de Eslovenia que participó en el Mundial de 2023 celebrado en Asia, y que finalizó en séptimo lugar.

## Estadísticas de su carrera en la NBA

### Temporada regular
| Año     | Equipo    | PJ | PT | MPP  | %TC  | %3P | %TL | RPP | APP | ROB | TPP | PPP |
| ------- | --------- | -- | -- | ---- | ---- | --- | --- | --- | --- | --- | --- | --- |
| 2016-17 | Charlotte | 2  | 0  | 12.6 | .250 | .0  | .0  | 1.5 | .5  | .0  | .0  | 1.0 |
| Total   | Total     | 2  | 0  | 12.6 | .250 | .0  | .0  | 1.5 | .5  | .0  | .0  | 1.0 |